# Sionismo revisionista

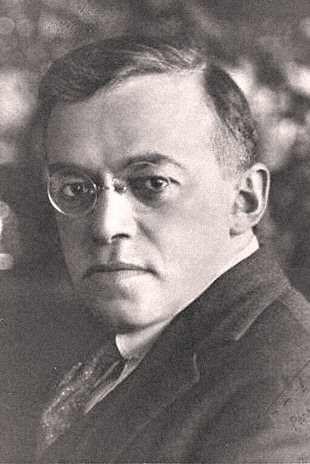
Ze´ev Jabotinsky, o idealizador do sionismo revisionista

O sionismo revisionista é uma corrente sionista idealizada por Ze´ev Jabotinsky que visa o restabelecimento de um Estado Judeu nas Terras de Israel. Seu desenvolvimento teve como inspiração a revisão dos ideais políticos do movimento sionista bem como nas condutas do mesmo no período anterior à criação do Estado de Israel
O movimento revisionista pretendia formar um Estado Judeu de maioria judaica e livre para a imigração de judeus de todo o mundo no antigo território que, após a Primeira Guerra Mundial, se configurava como território britânico.

## Ideologia do movimento
O Sionismo revisionista é baseado em 3 diferentes princípios:
1. [1]Maioria judaica em Eretz Israel
2. [1]Total condição para que os judeus da diáspora possam migrar para Eretz Israel
3. [1]Fazer com que o Estado de Israel seja referência para o mundo civilizado.

Os revisionistas defendem um Estado democrático e, para isso é necessário que haja uma maioria judaica em Eretz Israel. Desse modo, não apenas admitem Israel como um Estado livre para a imigração de todo judeu ao redor do mundo, mas também veem tal ato como positivo para se alcançar um Estado democrático.
Para que Israel seja de fato um país condutor do mundo moderno, é necessário desenvolvimento. Seja no setor primário, secundário ou terciário, Israel precisa se desenvolver economicamente e é trazendo investimentos para o país e estimulando a concorrência que isso será feito. Os revisionistas defendiam o estabelecimento do Estado Judeu nas duas margens do Rio Jordão, antigo território do Mandato Britânico a qual a Declaração de Balfour garantiu aos judeus. Atualmente a ideia do estabelecimento de Israel nas duas margens do Rio Jordão foi descartada pelo fato de se ter estabelecido o Reino da Jordânia na margem direita e de se ter tido boas relações com o país por conta da postura pacificadora desde Menachem Begin.

## Críticas

Área do antigo Mandato Britânico da Palestina, englobando o atual estado de Israel, a Cisjordânia e a Faixa de Gaza, além do Reino da Jordânia). Os sionistas revisionistas alegavam que todo esse território era parte do estado judeu. A existência da Jordânia só foi formalmente reconhecida por Israel nos anos 1990.

No dia 4 de dezembro de 1948, o New York Times publicou uma "nota ao editor" assinada por 24 judeus proeminentes, condenando Menachem Begin e o seu partido Herut, durante uma visita de Begin a Nova York.
Comparando as correntes do sionismo revisionista aos "partidos nazistas e fascistas", a carta foi assinada por Albert Einstein, Hannah Arendt, Sidney Hook e outros proeminentes judeus americanos:
Entre os mais perturbadores fenômenos políticos dos nossos tempos está a emersão, no recentemente criado Estado de Israel, do "Partido da Liberdade" (Herut), um partido político muito semelhante em sua forma de organização, métodos, filosofia política e apelo social aos partidos nazistas e fascistas. Ele foi formado a partir dos membros e em continuação do antigo Irgun Zvai Leumi, uma organização terrorista, de direita e chauvinista na Palestina.
A atual visita de Menachem Begin, líder desse partido, aos Estados Unidos está obviamente calculada para dar a impressão de apoio americano ao seu partido nas vindouras eleições de Israel, e para cimentar laços políticos com os elementos conservadores sionistas nos Estados Unidos. Vários americanos de reputação nacional emprestaram seus nomes para dar-lhe boas vindas. Existem controversias sobre se a viagem de Begin foi legítima.